# La Passion selon Didier
Pour plus de détails, voir Fiche technique et Distribution.
La Passion selon Didier est un téléfilm franco-belge réalisé par Lorenzo Gabriele, diffusé le 6 juin 2009 sur France 3. 

## Fiche technique
- Réalisateur : Lorenzo Gabriele
- Scénario : Sophie Deschamps, Lorenzo Gabriele et Isabelle de Botton
- Musique : Jean-Marie Sénia
- Images : Thomas Letellier
- Chef decorateur : Denis Bourgier
- Durée : 100 min
- Pays :  France

## Distribution
- Clémentine Célarié : Juliette
- Daniel Russo : Didier
- Françoise Pinkwasser : Claire
- Philippe Ogouz : Père Jérôme
- Balthazar Reichert : Jonathan
- Flore Vannier-Moreau : Jessica
- Olivier Sabin : Tony
- Martin Pautard : Laurent
- Yann Ebonge : Lucas
- Noëlla Dussart : Coco
- François Lescurat : Bertrand
- Catherine Giron : Bénédicte
- Hugues Martel : Martin
- Sophie Boudron : Christelle